# エリヨン・ナイトン
エリヨン・ナイトン（Erriyon Knighton、2004年1月29日 - ）は、短距離走を専門とするアメリカ合衆国の陸上競技選手。200mの自己ベストは19秒49。同種目のU18及びU20の世界記録保持者。

## 経歴

### プロ転向前
中学卒業後、フロリダ州のタンパにあるヒルズボロー高校に入学した。在学中に、フロリダ州サテライトビーチで開催された2020 USA Track＆Field Junior Olympicsに200ｍで出場し、決勝で20秒33を記録した。200mの18歳未満では世界で2番目に速いタイムとなった。

### プロ転向後
2021年1月に16歳という若さでアディダスとスポンサー契約を結び、高校生として大会に出場する事はできなくなった。2021年5月2日、フロリダ州のクレルモンで開催されたPURE Athletics Sprint Elite Meetに100m競走で出場し、10秒の壁を破る9秒99を記録したが、追い風2.7ｍの追い風参考記録となった。
同年の5月31日、ウサイン・ボルトが保持していた200ｍのU18世界記録（20秒13）を100分の2秒上回る20秒11を記録し、200mのU18世界記録保持者となった。翌月の全米オリンピックトライアルでは200mに出場し、6月25日の予選で先月の記録を上回り、U20の世界歴代2位タイとなる20秒04を記録した。翌日に行われた準決勝では更に記録を伸ばして19秒88の自己記録を更新。当時ウサインボルトの持っていたU20世界記録である19秒93も上回り、17歳にして200mのU20世界記録保持者にもなった。また、決勝で19秒84と自己記録を更新し、2020年東京オリンピック陸上男子200mの出場権を得た。
2020年東京オリンピックには17歳で出場し、アメリカ人陸上競技選手としての最年少出場記録となった。なお、最年少記録の更新は1964年東京オリンピックのジム・ライアン以来となる。8月3日に行われた200mの準決勝では、組1着で決勝へと駒を進めたが、翌日に行われた決勝では19秒93の4着に終わり、惜しくもメダルを逃した。
2022年4月30日、ルイジアナ州バトンルージュで行われた大会の男子200mで、自己記録かつU20世界記録を大幅に更新する19秒49（+1.4/m）を記録した。

## 自己ベスト
| 種目  | 記録  | 風速 | 開催場所                      | 年月日        | 備考                |
| ----- | ----- | ---- | ----------------------------- | ------------- | ------------------- |
| 100ｍ | 10.04 | -0.1 | アメリカ合衆国 ゲインズビル   | 2021年4月16日 |                     |
| 100ｍ | 9.99  | +2.7 | アメリカ合衆国 フロリダ       | 2021年5月2日  | 追い風参考記録      |
| 200ｍ | 19.49 | +1.4 | アメリカ合衆国 バトンルージュ | 2022年4月30日 | U-20WR、世界歴代5位 |
| 400ｍ | 47.48 |      | アメリカ合衆国 グリーンズボロ | 2019年8月23日 |                     |